# Morinda oligocephala
Morinda oligocephala är en måreväxtart som beskrevs av Elmer Drew Merrill och Lily May Perry. Morinda oligocephala ingår i släktet Morinda och familjen måreväxter. Inga underarter finns listade i Catalogue of Life.